# 高雄右京
高雄 右京（たかお うきょう、1971年12月31日 - 2025年6月30日）は、日本の漫画家。男性。広島県出身。妻はイラストレーターのさがのあおい。

## 人物
武蔵野美術大学、日本ファルコムを経て、1996年、フランス書院『COMIC ZIP』創刊号に掲載された撫荒武吉との合作漫画『すさめ！ホロコースターズ』で漫画家デビュー（「山中鹿元介」名義）。
活動初期はメディアワークス『月刊コミック電撃大王』でコミカライズ作品、『COMIC ZIP』でオリジナル作品、コアマガジン『漫画ホットミルク』で成人向け作品を、それぞれ並行して描いていた。
武蔵野美術大学で知り合った撫荒武吉や原田宇陀児、パソコン通信の東京BBSで交流があったR賀（藤倉和音）、たもりただぢ、へっぽこくんらと共に、Leafビジュアルノベルシリーズの同人作家として活動していたことから、美少女ゲーム『To Heart』のコミカライズを『月刊コミック電撃大王』で連載し、人気を得た。
広島県で売られている岸本乳業の乳酸菌飲料ママグルトから名前を取った同人サークル「ママグル徒」を運営していた。
後に「萌え」系の一部として括られた「ぷに」絵で人気を博し、『REIN』『宇宙人プルマー』 など、SF系のオリジナル作品も発表していたが、萌え四コマ漫画以外での「ぷに」絵の流行が衰退したことから、2010年代以降はそれまでの作風とは大きく異なる、頭身高めな成人向け漫画作品を商業活動のメインとしている。
2025年6月30日、心筋梗塞のため死去。53歳没。訃報は同年7月5日にXの本人アカウントから家族の投稿で発表された。

## 作品リスト

### 漫画
- 『流星雀士キララ☆スター』 （1997年8月、メディアワークス『月刊コミック電撃大王』連載、〈電撃コミックス〉全1巻）
- 『Sisterly love』 （1998年1月、コアマガジン『漫画ホットミルク』掲載、〈ホットミルクコミックス〉、ISBN 4-87734-161-7、全1巻）
  - 『Sisterly love』 （2001年4月1日[7]、コアマガジン〈ホットミルクコミックスエクストラ07〉、ISBN 4-87734-423-3、全1巻）
- 『To Heart』 （1998年9月 - 2000年2月、原作：AQUAPLUS、メディアワークス『月刊コミック電撃大王』連載、全3巻）
- 『REIN』 （1998年10月31日[8]、フランス書院『COMIC ZIP』連載、コアマガジン〈ホットミルクコミックス〉、ISBN 4-87734-221-4、全1巻）
- 『宇宙人プルマー』 （メディアワークス『月刊コミック電撃大王』連載、〈電撃コミックス〉、全2巻）
  1. 2001年1月27日[9]、ISBN 4-8402-1749-1
  2. 2001年11月27日[10]、ISBN 4-8402-2000-X
- 『地球幼年期の終わりに…』 （フランス書院『COMIC ZIP』連載、コアマガジン〈ハイパーホットミルクコミックス009〉、全1巻） 
  1. 2002年2月、ISBN 4-87734-495-0

  - 新装版 （2009年7月、一迅社〈IDコミックス REXコミックス〉、ISBN 978-4-7580-6165-0、全1巻）
- 『マブラヴ』 （2003年5月 - 2004年12月、原作：アージュ、メディアワークス『月刊コミック電撃大王』連載、〈電撃コミックス〉全3巻）
- 『高雄右京作品集 噺家探偵菜ヶ島ゆう子』 （2003年10月6日[11]、大都社〈ダイトコミックス〉、ISBN 4-88653-794-4、全1巻）
- 『To Heart Remember my memories』 （2005年8月、原作：AQUAPLUS、メディアワークス『月刊コミック電撃大王』、〈電撃コミックス〉全1巻）
- 『天然家族 みにっつめいど』 （2005年9月 - 2007年12月、『コミックバーズ』連載、〈幻冬舎コミックス〉全4巻）
- 『ルテナン・スカーレット』 （原作：月村了衛、ジャイブ『月刊コミックラッシュ』連載、〈CR COMICS〉全2巻）
  1. 2008年6月7日[12]、ISBN 978-4-86176-501-8
  2. 2008年12月7日[13]、ISBN 978-4-86176-602-2
- 『寝取られママ』 （2016年7月28日[14]、ジーウォーク〈ムーグコミックス ピーチシリーズ〉、ISBN 978-4-86297-601-7、全1巻）

### イラストレーション
- 『ハスタール』 (著：伏見けんじ、メディアワークス、電撃文庫、2001年) - 1989年に刊行された作品の文庫版。